# West Side Story (film 2021)
West Side Story – amerykański film muzyczny w reżyserii Stevena Spielberga, którego premiera odbyła się 10 grudnia 2021 roku.
Film stanowi adaptację broadwayowskiego musicalu z 1957 roku o tym samym tytule, który z kolei był inspirowany dramatem Williama Szekspira Romeo i Julia. Zdobył trzy statuetki Złotego Globu, w tym dla najlepszego filmu komediowego lub musicalu.

## Obsada
- Ansel Elgort jako Tony
- Rachel Zegler jako Maria
- Rita Moreno jako Valentina
- David Alvarez jako Bernardo
- Ariana DeBose jako Anita
- Mike Faist jako Riff
- Corey Stoll jako porucznik Schrank
- Brian d’Arcy James jako sierżant Krupke
- Curtiss Cook jako Abe
- Ana Isabelle jako Rosalia
- Jamila Velazquez jako Meche
- Paloma Garcia Lee jako Graziella
- Talia Ryder jako Jet Girl
- Maddie Ziegler jako Jet Girl
- Ben Cook jako Jet Boy

## Produkcja
Pierwsze zainteresowanie reżyserią nowej wersji West Side Story Steven Spielberg wyraził w 2014. To skłoniło wytwórnię 20th Century Fox do nabycia praw do projektu. Scenarzysta Tony Kushner, który wcześniej pracował ze Spielbergiem przy realizacji Monachium oraz Lincoln ogłosił w 2017, że napisze scenariusz do filmu, dodając, że numery muzyczne pozostaną niezmienione, a historia będzie bardziej podobna do oryginalnego musicalu niż do filmu z 1961.
W styczniu 2018 ogłoszono, że film prawdopodobnie wyreżyseruje Steven Spielberg. W tym samym miesiącu rozpoczął się otwarty casting do roli Marii, Tony’ego, Anity i Bernardo. Dodatkowe castingi odbyły się w kwietniu Nowym Jorku oraz w maju w Orlando na Florydzie.
Zdjęcia rozpoczęły się w lipcu 2019 i realizowano je w Nowym Jorku, w Paterson w stanie New Jersey oraz w Newark.
Początkowo premiera filmu miała odbyć się w 2020, jednakże z powodu pandemii COVID-19 została przesunięta na 10 grudnia 2021, co zbiegło się z sześćdziesiątą rocznicą premiery oryginalnego filmu.